# Carl Alwin Schenck
Georg Otto Carl Alwin Schenck (* 25. März 1868 in Darmstadt; † 16. Mai 1955 in Lindenfels, Odenwald) war ein deutscher Forstwissenschaftler.

## Werdegang
Schenck wurde als Sohn des Justizrates Carl Jacob Schenck (1831–1902) und der Olga Alewyn (1840–1912) geboren. Er legte 1886 am Polytechnikum in Darmstadt die Reifeprüfung ab und studierte ab 1889 Cameralia und Forstwissenschaften in Tübingen und Gießen. 1895 promovierte er „summa cum laude“ über Die Rentabilität des deutschen Eichenschälwalds.
Im Jahr 1895 reiste er in die Vereinigten Staaten, um die Leitung der Besitzungen des Unternehmers George W. Vanderbilt in Biltmore zu übernehmen. 1898 gründete er als erste Forstschule des Landes die Biltmore Forest School, die er zu einem angesehenen forstwissenschaftlichen Institut entwickelte. Nach Meinungsverschiedenheiten mit Vanderbilt gab er 1909 sein Amt als Forstverwalter auf. 1913 wurde auch seine Schule aufgelöst und er kehrte nach Deutschland zurück.
Er erbaute zusammen mit seinem Freund Ferdinand Luthmer ein Sommerhaus in Lindenfels, das z. T. aus amerikanischen Hölzern errichtet wurde.
Von 1916 bis 1918 war er Gastdozent für Waldbau in Gießen. Von 1923 bis 1937 war er Gastprofessor an der Forstwissenschaftlichen Fakultät der Universität Montana in Missoula. 
Während des Zweiten Weltkriegs lebte er zurückgezogen in Lindenfels im Odenwald. Nach dem Krieg wurde er zum Oberlandforstmeister von Hessen ernannt.
Carl Alwin Schenck starb im Alter von 87 Jahren in Lindenfels. Er war in erster Ehe seit 1896 mit Adele Bopp (1874–1929), in zweiter Ehe seit 1932 mit Marie Louise Faber (1869–1950) verheiratet.

## Ehrungen
- 1933: Ehrenbürger der Königlich Preußische Forstakademie Hannoversch Münden.
- 1952: Verdienstkreuz (Steckkreuz) der Bundesrepublik Deutschland
- 1954: Großes Verdienstkreuz der Bundesrepublik Deutschland
- Carl Alwin Schenck wurde durch eine im Darmstädter Forst nach ihm benannte Eiche (in der Nähe der Hirschköpfe) geehrt.